# 38203 Sanner
38203 Sanner este un asteroid din centura principală de asteroizi.

## Descriere
38203 Sanner este un asteroid din centura principală de asteroizi. A fost descoperit pe 19 iunie 1999 la Junk Bond Observatory de Jeffrey S. Medkeff și David B. Healy. Asteroidul prezintă o orbită caracterizată de o semiaxă mare de 2,53 ua, o excentricitate de 0,12 și o înclinație de 5,9° în raport cu ecliptica.